# Bruno VeSota
Bruno VeSota est un acteur, réalisateur, producteur et scénariste américain né le 25 mars 1922 à Chicago, Illinois (États-Unis), décédé le 24 septembre 1976 à Culver City (Los Angeles).

## Filmographie

### Comme acteur

#### Cinéma
- 1953 : The System : Angelo Bruno
- 1953 : L'Équipée sauvage (The Wild One) de László Benedek : Simmonds
- 1954 : Female Jungle :  Frank (le mari de Connie)
- 1954 : Bait de   Kimble Rendall (en) : Webb
- 1954 : Tennessee Champ de Fred M. Wilcox : le second joueur de poker
- 1954 : Rails Into Laramie (en) de  Jesse Hibbs
- 1954 : Nettoyage par le vide de Victor Saville : Eddie Packman
- 1954 : L'Égyptien (The Egyptian) de   Michael Curtiz
- 1954 : La Dernière Fois que j'ai vu Paris (The Last Time I Saw Paris) de   Richard Brooks
- 1955 : The Fast and the Furious de  John Ireland : Bob Nielson, routier
- 1955 : La Chérie de Jupiter (Jupiter's Darling) de   George Sidney : un passant
- 1955 : L'Étranger au paradis (Kismet) de   Vincente Minnelli
- 1955 : Dementia de  John Parker : l'homme riche
- 1956 : La Femme d'Oklahoma (The Oklahoma Woman) de   Roger Corman
- 1956 : La Loi des armes (Gunslinger) de Roger Corman : Zebelon Tabb
- 1957 : Carnival Rock : M. Kirsch (creditor) de Roger Corman
- 1957 : Sale temps pour un flic (Code of Silence) d'Andrew Davis : le gros tueur
- 1957 : The Undead de Roger Corman : Scroop, l'aubergiste
- 1957 : Rock All Night de Roger Corman : Charlie
- 1957 : Les Filles aux mains sales (Teenage Doll) de Roger Corman : Le gros témoin
- 1958 : Gangster no 1 (I Mobster) de Roger Corman : Bruno, gérant du night-club
- 1958 : Daddy-O (en) de Lou Place : Sidney Chillas
- 1958 : La Guerre des satellites (War of the Satellites) de Roger Corman : M. LeMoine
- 1958 : Hot Car Girl (en) de Bernard L. Kowalski : Joe Doobie
- 1958 : The Cry Baby Killer de Jus Addiss : homme dans la foule
- 1959 : Un baquet de sang (A Bucket of Blood) de Roger Corman : le collectionneur d'art
- 1959 : L'Attaque des sangsues géantes (Attack of the Giant Leeches) de   Bernard L. Kowalski : Dave Walker
- 1960 : La Femme guêpe (The Wasp Woman) de Roger Corman : Gardien de nuit
- 1960 : L'Histoire de Ruth (The Story of Ruth) de Henry Koster : un officiel
- 1960 : Valley of the Redwoods (en) de William Witney : Joe Wolcheck
- 1961 : Marée nocturne (Night Tide) de  Curtis Harrington : homme sur les escaliers
- 1961 : 20,000 Eyes (en) de Jack Leewood : gardien du musée
- 1961 : The Cat Burglar (en) de  William Witney : Muskie
- 1961 : The Choppers de Leigh Jason : Moose McGill
- 1962 : The Devil's Hand de  William J. Hole Jr. : sponsor de Lindell
- 1962 : Patty de Leo A. Handel : Colbert
- 1963 : Invasion of the Star Creatures (en) : motard
- 1963 : La Malédiction d'Arkham (The Haunted Palace) de Roger Corman : Bruno, le barman
- 1964 : Curse of the Stone Hand (en) : narrateur
- 1964 : Your Cheatin' Heart de Gene Nelson : Joe
- 1965 : The Girls on the Beach (en) de William Witney : Pops
- 1965 : Creature of the Walking Dead (en) de  Jerry Warren : Inspecteur de police
- 1966 : The Wild World of Batwoman (en) de  Jerry Warren : Seltzer
- 1967 : A Man Called Dagger (en) de Richard Rush : Dr Grulik
- 1967 : Le Retour des anges de l'enfer (Hells Angels on Wheels) de Richard Rush : Justice of the Peace
- 1967 : The Perils of Pauline (en) d'Herbert B. Leonard
- 1968 : Single Room Furnished (en) de Matt Cimber : M. Quack Quack
- 1971 : Deux Hommes dans l'Ouest (Wild Rovers) de Blake Edwards : tenancier
- 1971 : La Cane aux œufs d'or (The Million Dollar Duck) de Vincent McEveety
- 1971 : Bunny O'Hare de Gerd Oswald : Technicien de labo

#### Télévision
- 1964 : Attack of the Mayan Mummy : The Newspaper Editor
- 1972 : La Chose (Something Evil) (téléfilm)

### Comme réalisateur
- 1954 : Female Jungle
- 1958 : The Brain Eaters
- 1963 : Invasion of the Star Creatures

### Comme producteur
- 1955 : Dementia

### Comme scénariste
- 1954 : Female Jungle